# 杰弗里·帕克
杰弗里·帕克（英語：Noel Geoffrey Parker，1943年12月25日—）是一位英国历史学家，主攻西欧的早期现代史和軍事史。

## 代表作
- 1978年，《腓力二世传》（Philip II）
- 1988年，《无敌舰队：西班牙征英之役与英格兰的胜利，1588》（The Spanish Armada，与科林·马丁合著）
- 1995年，《剑桥插图战争史》（The Cambridge Illustrated History of Warfare: The Triumph of the West）
- 2013年，《全球危机：十七世纪的战争、气候变化与灾难》（Global Crisis: War, Climate Change and Catastrophe in the Seventeenth Century）
- 2019年，《皇帝：查理五世传》（Emperor: A New Life of Charles V）